# Кавокин, Алексей Иванович
Алексей Иванович Кавокин (1910 — ?) — советский футболист, нападающий.
В первой половине 1930-х играл за «Красную зарю» Ленинград. В розыгрыше Кубка СССР 1936 в составе ленинградского «Локомотива» провёл матч 1/64 финала против «Динамо — Трудкоммуны № 1» Болшево (0:5). В осеннем чемпионате 1936 сыграл два матча за «Красную зарю» — в домашней игре против «Динамо» Москва (1:3) вышел на замену на 76-й минуте, в гостевой игре против «Спартака» Москва (1:4) провёл 90 минут.